# Véronique Robin
Véronique Robin (België, ?) is een Belgisch stripauteur en inkleurster. 
In 2008 deed Robin de inkleuring voor het album Le clan des Bigoudènes getekend door Jorj Poildessous.
Tussen 2008 en 2010 verzorgde Robin de inkleuring van de drie albums in de reeks Les oubliés de l'Empire, getekend door Philippe Eudeline. 
Tussen 2009 en 2010 deed ze de inkleuring van de albums in de reeks Post Mortem, getekend door Viviane Nicaise..
Meerdere albums volgden, waaronder in 2011-2012 de reeks Mossad - opérations spéciales getekend door Pierpaolo Rovero. 
Tussen 2011 en 2013 verzorgde Robin de inkleuring van enige albums in de reeks Napoléon getekend door André Osi.
Vanaf 2012 werd Robin voor een paar albums de inkleurster van reeksen bedacht door Jacques Martin, te weten De schaduw van Sarapis (2012) in de reeks Alex, De ijzeren poort (2015) en De pest (2017) in de reeks Tristan (beide getekend door Paul Teng) en De gevangene van de aartsengel (2015) in de reeks Loïs (getekend door Olivier Pâques). 